# Igreja de São Martinho de Oliván
A igreja de São Martinho de Oliván (em castelhano:  Iglesia de San Martín de Oliván) é uma igreja católica espanhola dedicada a São Martinho. Encontra-se na localidade de Oliván, a 893 metros de altura sobre o nível do mar, em Biescas, na comarca aragonesa do Alto Gállego.
A igreja levantou-se em estilo românico por volta de 1060, sendo parte do grupo de igrejas do Serrablo, e foi reformada depois, de tal forma que modificou seu aspecto original. Originalmente não tinha mais que uma única nave, ainda que na reforma feita no século XVI se agregou uma nave lateral, ao se destruir o muro sul e se acrescentar um arco de médio ponto para comunicar as duas naves. A torre, de planta quadrada, encontra-se encostada a sua fachada setentrional. A igreja foi restaurada em 1977 pela Associação Amigos de Serrablo.